# Говернадор
Острво Говернадор је највеће острво у заливу Гуанабара у држави Рио де Жанеиро. Острво су прво пронашли португалски морепловци 1502. године. Површина острва је око 42 km². На острву се налази истоимена четврт града Рио де Жанеира и међународни аеродром Том Жобим.
Индијанци племена Temiminós, први становници острва, острво су звали Паранапуа, а касније је острво промијенило име у Maracajás (врста велике мачке којих је било у великом броју на острву). Име Говернадор, острво је добио по тадашњем гувернеру (Говернадор на португалском) капетаније Рио де Жанеиро, који је био власник више од половине острва.
Острво пресијеца ријека Jequiá, данас претворена у резерват.